# IC 3097
IC 3097 је елиптична галаксија у сазвјежђу Дјевица која се налази на листи објеката дубоког неба у Индекс каталогу.
Деклинација објекта је + 9° 24' 27" а ректасцензија 12h 17m 1,0s. Привидна величина (магнитуда) објекта IC 3097 износи 14,2 а фотографска магнитуда 15,2. IC 3097 је још познат и под ознакама CGCG 69-124, VCC 216, PGC 39375.